# Costa Rica en los Juegos Paralímpicos de Pekín 2008
Costa Rica estuvo representada en los Juegos Paralímpicos de Pekín 2008 por dos deportistas masculinos que compitieron en tenis de mesa adaptado. El equipo paralímpico costarricense no obtuvo ninguna medalla en estos Juegos.